# Забранено за възрастни
„Забранено за възрастни“ е български игрален филм от 1987 година на режисьора Пламен Масларов, по сценарий на Веселин Панайотов. Оператор е Емил Христов. Музиката във филма е композирана от Стефан Димитров. Песните се изпълняват от Димитрина Аргирова и Стефан Китанов.

## Състав

### Актьорски състав
| Изпълнител                 | Роля       |
| -------------------------- | ---------- |
| Мартина Петрова            | Виола      |
| Чавдар Живков              |            |
| Петър Дундаков             |            |
| Мариела Маджарова          |            |
| Георги Каменски            |            |
| Георги Добрев              |            |
| Десислава Тенекеджиева     |            |
| Анета Ребека               |            |
| Борис Моралян              |            |
| Живко Желев                |            |
| Красимира Съботинова       |            |
| Красимир Костов            |            |
| Васил Банов                | бащата     |
| Бойка Велкова              |            |
| Катерина Евро              |            |
| Георги Нейков              |            |
| Заслужил артист Илия Пенев | Директорът |
| Пламен Георгиев            |            |
| Кръстю Лафазанов           | Следовател |
| Момчил Начев               |            |
| Красимир Дормушев          |            |
| Татяна Петкова             |            |
| Ивелина Рачева             |            |
| Виолин Василев             |            |
| Пламен Марковски           |            |
| Марияна Райчева            |            |
| Цветелин Драганов          |            |
| Виктория Тодорова          |            |
| Дамян Иванов               |            |

### Творчески и технически екип
| Режисьор              | Пламен Масларов                                                                                      |
| Сценарий              | Веселин Панайотов                                                                                    |
| Оператор              | Емил Христов                                                                                         |
| Стихове               | Георги Борисов                                                                                       |
| Музика                | Стефан Димитров                                                                                      |
| Редактори             | Константин Павлов Правда Кирова                                                                      |
| Диалог                | Цветана Коларова                                                                                     |
| Художник              | Антон Антонов                                                                                        |
| Костюми               | Биляна Костова                                                                                       |
| Звук                  | Димитър Катърджиев                                                                                   |
| Монтаж                | Теодора Вепшек                                                                                       |
| Грим                  | Юлия Сисакова                                                                                        |
| Директор              | Иван Абаджиев                                                                                        |
| Втори режисьор        | Татяна Зарева                                                                                        |
| Втори оператор        | Христофор Калоянов                                                                                   |
| Скриптър              | Богдана Чушкова                                                                                      |
| Асистент-режисьор     | Павлина Димитрова                                                                                    |
| Асистент-оператори    | Христо Бакалов Илия Вучков Александър Александров                                                    |
| Комбинирани снимки    | Елена Кирилова Величко Димов Елка Димитрова                                                          |
| Фотограф              | Ивет Георгиева                                                                                       |
| Асистенти по монтажа  | Ани Стоянова Рилка Тасева                                                                            |
| Втори художник        | Никола Георгиев                                                                                      |
| Реквизит              | Никифор Никифоров                                                                                    |
| Декори                | Кирил Кирилов Александър Никилов                                                                     |
| Кран                  | Георги Гогов                                                                                         |
| Гардероб              | Весела Маринова                                                                                      |
| Осветление            | Тодор Щуков Стефан Попов Георги Кирилов Явор Калоянчев Койченко Коевски                              |
| Техници по записа     | Георги Кондов Пламен Соклев                                                                          |
| Административна група | Кирил Младенов Румен Давидков Мария Василева                                                         |
| Distributed by        | Българска кинематография Студия за игрални филми „БОЯНА“ Втори творчески колектив /Copyright © 1987/ |